# Mednarodno letališče Kansai
Mednarodno letališče Kansai (japonsko 関西国際空港, latinizirano: Kansai Kokusai Kūkō), splošno znano kot 関空 (Kankū) (IATA: KIX, ICAO: RJBB) je glavno mednarodno letališče v širšem območju Osake na Japonskem in najbližje mednarodno letališče mesta Osaka, Kjoto in Kobe. Je na umetnem otoku (Kankūdžima (関空島)) sredi Osaškega zaliva ob obali otoka Honšu, 38 km jugozahodno od postaje Ōsaka, ki je znotraj treh občin, vključno z Izumisano (severno), Sennan (južno) in Tadžiri (osrednje) v prefekturi Osaka.
Kansai so odprli 4. septembra 1994, da bi zmanjšali prenatrpanost na prvotnem mednarodnem letališču Osaka, imenovanem letališče Itami, ki je bližje mestu Osaka in zdaj obravnava samo domače lete. Sestavljata ga dva terminala: terminal 1 in terminal 2. Terminal 1, ki ga je zasnoval italijanski arhitekt Renzo Piano, je najdaljši letališki terminal na svetu z dolžino 1,7 km. Letališče služi kot mednarodno vozlišče za All Nippon Airways, Japan Airlines in Nippon Cargo Airlines ter služi tudi kot vozlišče za Peach, prvega mednarodnega nizkocenovnega prevoznika na Japonskem.
Druga vzletno-pristajalna steza s 4000 m × 60 m je bila odprta 2. avgusta 2007. Od junija 2014 je letališče Kansai postalo azijsko vozlišče s 780 tedenskimi leti v Azijo in Avstralijo (vključno s tovornim 119), 59 tedenski leti v Evropo in na Bližnji vzhod (tovorni promet 5) in 80 tedenskih letov v Severno Ameriko (tovorni promet 42).
Leta 2020 je Kansai prejel nagrade Skytraxa za najboljše letališko osebje v Aziji, najboljše letališko osebje na svetu in najboljše letališče na svetu za dostavo prtljage.

## Zgodovina
V 1960-ih, ko je regija Kansai hitro izgubljala trgovino s Tokiom, so načrtovalci predlagali novo letališče v bližini Kobeja in Osake. Prvotno mednarodno letališče v mestu, letališče Itami, ki je v gosto poseljenih predmestjih Itamija in Tojonake, je bilo obdano s stavbami; ni ga bilo mogoče razširiti in številni njegovi sosedi so vložili pritožbe zaradi težav s hrupom.
Po protestih okoli novega tokijskega mednarodnega letališča (zdaj mednarodno letališče Narita), ki je bilo zgrajeno z razlaščeno zemljo v podeželskem delu prefekture Čiba, so se načrtovalci odločili, da bodo letališče zgradili na morju. Novo letališče je bilo del številnih novih dogodkov za oživitev Osake, ki je večji del stoletja izgubljala gospodarsko in kulturno oporo v korist Tokia.
Sprva je bilo letališče načrtovano za izgradnjo blizu Kobeja, vendar je mesto Kobe načrt zavrnilo, zato so letališče preselili na bolj južno lokacijo v Osaški zaliv. Tam bi lahko bil odprt 24 ur na dan, za razliko od svojega predhodnika v mestu.

## Gradnja
Predlagan je bil umetni otok, dolg 4 km in širok 2,5 km. Inženirji so morali premagati izjemno visoka tveganja potresov in tajfunov (z nevihtnimi sunki do 3 m ali 10 ft). Globina vode je 18 metrov  na vrhu 20 metrov mehke holocenske gline, ki zadržuje 70 % vode. Milijon odtokov za pesek je bilo vgrajenih v glino, da bi odstranili vodo in utrdili glino.
Gradnja se je začela leta 1987. Morski zid je bil dokončan leta 1989 (iz kamna in 48.000 tetrapodov). Tri gore so bile izkopane za 21 milijonov kubičnih metrov in 180 milijonov kubičnih metrov je bilo uporabljenih za gradnjo otoka 1. V treh letih je 10.000 delavcev z 80 ladjami porabilo 10 milijonov delovnih ur, da so dokončali 30- ali 40-metrsko plast zemlje nad morskim dnom in znotraj morske stene. Leta 1990 je bil dokončan trikilometrski most za povezavo otoka s celino v mestu Rinku, kar je stalo 1 milijardo dolarjev. Dokončanje umetnega otoka je povečalo površino prefekture Osaka ravno toliko, da da ni več najmanjša prefektura na Japonskem (prefektura Kagava je zdaj najmanjša).
Ponudba in gradnja letališča sta bili v poznih 1980-ih in zgodnjih 1990-ih vir mednarodnih trgovinskih trenj. Premier Jasuhiro Nakasone se je odzval na ameriške pomisleke, zlasti senatorja Franka Murkowskega, da bodo ponudbe prirejene v korist japonskih podjetij z zagotavljanjem posebnih pisarn za morebitne mednarodne izvajalce, kar je na koncu le malo olajšalo sodelovanje tujih izvajalcev v zbiranje ponudb. Kasneje so se tuje letalske družbe pritožile, da sta bili dve tretjini prostora na okencih odhodnih dvoran dodeljeni japonskim prevoznikom, kar je nesorazmerno z dejanskim prevozom potnikov skozi letališče.
- Letališče Kansai
- Letališče Kansai v spodnjem delu, nedokončano letališče Kobe (prav tako na umetnem otoku) v sredini slike
- Terminal

Najbolj optimistična ocena je predvidevala, da se bo otok potopil za 5,7 m, saj je teža materiala, uporabljenega za gradnjo, stisnila mulj morskega dna. Vendar pa je do leta 1999 otok potonil za 8,2 m – veliko več, kot je bilo predvideno. Projekt je postal najdražji gradbeni projekt v sodobni zgodovini po dvajsetih letih načrtovanja, treh letih gradnje in 15 milijard ameriških dolarjev naložb. Veliko tega, kar so se naučili, je šlo v uspešne umetne otoke v usedlinah mulja za letališče New Kitakjušu, letališče Kobe in mednarodno letališče Čūbu Centrair. Izkušnje letališča Kansai so bile uporabljene tudi pri gradnji mednarodnega letališča Hongkong.
Leta 1991 se je začela gradnja terminala. Da bi nadomestili ugrezanje otoka, so bili zasnovani nastavljivi stebri, ki podpirajo stavbo terminala. Ti se podaljšajo tako, da se na njihovem dnu vstavijo debele kovinske plošče. Vladni uradniki so predlagali zmanjšanje dolžine terminala, da bi zmanjšali stroške, vendar je arhitekt Renzo Piano vztrajal pri ohranitvi celotne načrtovane dolžine terminala. Letališče je bilo odprto 4. septembra 1994.
17. januarja 1995 je Japonsko prizadel Veliki potres v Hanšinu, katerega epicenter je bil približno 20 km stran od KIX-a in je na glavnem japonskem otoku Honšu ubil 6434 ljudi. Zaradi potresnega inženirstva je letališče ostalo nepoškodovano, predvsem zaradi uporabe drsnih spojev. Celo steklo v oknih je ostalo nedotaknjeno. 22. septembra 1998 je letališče preživelo tajfun s hitrostjo vetra nad 60 m/s .
19. aprila 2001 je bilo letališče ena izmed desetih zgradb, ki jim je Ameriško združenje gradbenih inženirjev podelilo nagrado »Spomenik gradbeništva tisočletja«.
Od leta 2008 so skupni stroški letališča Kansai znašali 20 milijard dolarjev, vključno z melioracijo zemlje, dvema vzletno-pristajalnima stezama, terminali in objekti. Večina dodatnih stroškov je bila sprva posledica pogrezanja otoka, pričakovanega zaradi mehkih tal v zalivu. Po izgradnji je stopnja pogrezanja veljala za tako hudo, da je bilo letališče na široko kritizirano kot geotehnična katastrofa. Hitrost pogrezanja je padla s 50 cm na leto v letu 1994 na 7 cm na leto v letu 2008.

## Razširitev
Letališče je bilo v konicah na meji, zlasti zaradi tovornih letov, zato je bil del širitve II. faze – druga vzletno-pristajalna steza – prednostna naloga. Leta 2003 so upravljavci letališča v prepričanju, da je problem pogrezanja skoraj odpravljen, začeli graditi 4000 m druge vzletno-pristajalne steze in terminala.
Druga vzletno-pristajalna steza je bila odprta 2. avgusta 2007, vendar je bil prvotno načrtovan del terminala prestavljen. To je znižalo stroške projekta na 910 milijard JPY (približno 8 milijard ameriških dolarjev), kar je prihranilo 650 milijard JPY glede na prvo oceno. Dodatna ureditev vzletno-pristajalne steze, ki je bila odprta pravočasno za svetovno prvenstvo v atletiki IAAF v Osaki, je povečalo velikost letališča na 10,5 kvadratnih kilometrov. Druga vzletno-pristajalna steza se uporablja za pristanke in ob incidentih, ki prepovedujejo vzlet z vzletno-pristajalne steze A. Nova vzletno-pristajalna steza je omogočila, da je letališče septembra 2007 začelo delovati 24 ur na dan.
Nova stavba terminala je bila odprta konec leta 2012. Obstajajo dodatni načrti za več novih ploščadi, tretjo vzletno-pristajalno stezo (06C/24C) v dolžini 3500 m, nov tovorni terminal in razširitev velikosti letališča na 13 km². Vendar je japonska vlada trenutno preložila te načrte iz ekonomskih razlogov.

## Tajfun Džebi
4. septembra 2018 je letališče prizadel tajfun Džebi. Letališče je moralo prekiniti delovanje, potem ko je otok preplavil val morske vode; pristajalne steze so bile zadete, voda pa je segala do motorjev nekaterih letal. Razmere so se še poslabšale, ko je velik tanker trčil v most, ki povezuje letališče s celino in dejansko obtičal ljudi, ki so ostali na letališču. Vsi leti na letališču so bili odpovedani do 6. septembra, ko je premier Šinzo Abe napovedal, da bo letališče delno obnovilo domače operacije.
Železniške storitve do letališča so se ponovno vzpostavile 18. septembra 2018, potem ko so bila zaključena popravila na letališki liniji Kansai in Nankai Airport Line, letališče pa je 1. oktobra 2018 ponovno začelo redno obratovati. Popravila poškodovanega odseka mostu Sky Gate Bridge R so bila končno zaključena 8. aprila 2019, s čimer se bo v celoti vzpostavil promet na in s celine.

## Povezava letališča s kopnim
Most Sky Gate Bridge R (スカイゲートブリッジR Sukaigētoburidžji R), znan tudi kot most za dostop do mednarodnega letališča Kansai (関西国際空港連絡橋), služi kot povezava med celino Osake in umetnim otokom v zalivu, na katerem je Kansai Mednarodno letališče je zgrajeno. Je najdaljši dvonadstropni most na svetu. Most nosi šest pasov za avtomobilski promet na vrhu in dva železniška spodaj, čez devet razponov nosilcev. Most meri 3750 metrov v dolžino, 29,5 metrov v širino (6 pasov) in 25 metrov na najvišji točki v središču.